# Трофей чемпионов по хоккею на траве среди мужчин 1978
Трофей чемпионов по хоккею на траве среди мужчин 1978 (англ. 1978 Men's Hockey Champions Trophy) — 1-й розыгрыш Трофея чемпионов по хоккею на траве среди мужских сборных команд. Турнир прошёл с 17 по 24 ноября 1978 года на стадионе «Gaddafi Stadium» в городе Лахор (Пакистан).
Победителями Трофея чемпионов (в 1-й раз в своей истории) стала сборная Пакистана, второе место заняла сборная Австралии, бронзовым призёром чемпионата стала сборная Великобритании.
Это единственный раз, когда турнир был разыгран на поле с натуральным травяным покрытием (все дальнейшие игрались на искусственном покрытии). В турнире предполагалось участие шести команд, но сборная Индии не смогла приехать из-за логистических проблем. Ещё раньше от участия отказались сборная ФРГ и сборная Нидерландов — из-за напряжённого графика (в этом же году проводились чемпионат мира и чемпионат Европы, в которых обе сборные участвовали). Сборная Испании приехала вторым составом, так как несколько игроков основного состав были призваны на военную службу[проверить перевод].

## Результаты игр
| Место | Команда        | И | В | Н | П | ГЗ | ГП | +/- | Очки |
| ----- | -------------- | - | - | - | - | -- | -- | --- | ---- |
| 1     | Пакистан       | 4 | 4 | 0 | 0 | 15 | 5  | +10 | 8    |
| 2     | Австралия      | 4 | 2 | 1 | 1 | 9  | 7  | +2  | 5    |
| 3     | Великобритания | 4 | 1 | 2 | 1 | 9  | 10 | −1  | 4    |
| 4     | Новая Зеландия | 4 | 1 | 0 | 3 | 9  | 12 | −3  | 2    |
| 5     | Испания        | 4 | 0 | 1 | 3 | 7  | 15 | −8  | 1    |

## Награды
| Номинация                  | Игрок / Команда |
| -------------------------- | --------------- |
| Лучший бомбардир (5 голов) | Hanif Khan      |